# Prix Américas
Ne doit pas être confondu avec American Book Awards ou Grand Prix moto des Amériques.
Le prix Américas pour la littérature pour enfants et jeunes adultes (en anglais : Américas Award for Children’s and Young Adult Literature) est un prix littéraire décerné chaque année depuis 1993 qui récompense des livres pour enfants et jeunes adultes de haute qualité « illustrant l'Amérique latine, les Caraïbes ou les Latinos aux États-Unis » et vise à fournir des recommandations d’ouvrages à utiliser en classe pour les enseignants.

## Histoire
Le prix Américas est proposé en 1992 au sein du comité de l'enseignement et de la sensibilisation du Consortium des programmes d'études latino-américaines (Consortium of Latin American Studies Programs, CLASP). Il est décerné par le Consortium à partir de l’année suivante. Julie Kline, de l'université du Wisconsin à Milwaukee, est présidente du comité pendant les trois premières années du prix et devient ensuite responsable de la coordination du prix pendant de nombreuses années. La coordination est plus tard transférée aux centres d'études latino-américaines des universités de Tulane et de Vanderbilt. Une collection de recherche complète de tous les titres lauréats, honorés et recommandés est conservée et maintenue par l'Université du Wisconsin-Milwaukee à la bibliothèque Golda Meir,.
Le prix est remis chaque année lors d'une cérémonie à la bibliothèque du Congrès pendant le Mois du patrimoine hispanique, avec des ateliers de coordination pour les enseignants. En 2020, la cérémonie se tient uniquement en ligne.

## Critères et éligibilité
Le jury est composé de cinq enseignants et libraires de différentes institutions, qui évaluent les livres en fonction de, :
1. Leur qualité littéraire distinctive ;
2. Leur représentation de la culture latine ;
3. L’intégration exceptionnelle de texte et d'illustrations ;
4. Le potentiel d'utilisation en classe.

Pour être éligible au prix, un titre doit répondre aux critères suivants :
- Le livre doit avoir été publié l'année précédente ;
- Le texte est accessible aux niveaux de lecture primaire ou secondaire américains ;
- La texte est en anglais, espagnol, portugais ou toute autre langue indigène des Amériques ;
- Le livre doit être publié aux États-Unis ou par un éditeur ayant des bureaux aux États-Unis ;
- Les soumissions peuvent être de la fiction, de la poésie, du folklore ou une sélection documentaire ;
- Un livre n’est considéré que pendant sa première année de publication aux États-Unis. Un livre initialement publié aux États-Unis en anglais avec une édition traduite l’année suivante n’est éligible que la première année de l'édition.

## Lauréats
| Année     | Titre                                                                         | Auteur                                          | Illustrateur       | Éditeur                            |
| --------- | ----------------------------------------------------------------------------- | ----------------------------------------------- | ------------------ | ---------------------------------- |
| 1993      | Vejigante Masquerader                                                         | Lulu Delacre (en)                               | Lulu Delacre       | Scholastic Press                   |
| 1994      | The Mermaid’s Twin Sister                                                     | Lynn Joseph (en)                                |                    | Clarion Books                      |
| 1995      | Tonight, by Sea (en)                                                          | Frances Temple (en)                             |                    | Orchard Books                      |
| 1996      | In My Family / En mi familia                                                  | Carmen Lomas Garza (en)                         | Carmen Lomas Garza | Children's Book Press              |
| 1996      | Parrot in the Oven                                                            | Victor Martínez                                 |                    | HarperCollins                      |
| 1997      | The Circuit (en)                                                              | Francisco Jiménez (en)                          |                    | University of New Mexico Press     |
| 1997      | The Face at the Window                                                        | Regina Hanson                                   | Linda Saport       | Clarion Books                      |
| 1998      | Barrio: José’s Neighborhood                                                   | George Ancona (en)                              | George Ancona      | Harcourt Brace                     |
| 1998      | Mama and Papa Have a Store                                                    | Amelia Lau Carling                              | Amelia Lau Carling | Dial Press                         |
| 1999      | CrashBoomLove                                                                 | Juan Felipe Herrera (en)                        |                    | University of New Mexico Press     |
| 2000      | The Color of My Words                                                         | Lynn Joseph (en)                                |                    | HarperCollins                      |
| 2000      | The Composition                                                               | Antonio Skármeta                                | Alfonso Ruano      | Groundwood Books                   |
| 2001      | A Movie in My Pillow / Una película en mi almohada                            | Jorge Argueta (en)                              | Elizabeth Gómez    | Children's Book Press              |
| 2001      | Breaking Through                                                              | Francisco Jiménez                               |                    | Houghton Mifflin Harcourt          |
| 2002      | Before We Were Free                                                           | Julia Alvarez                                   |                    | Alfred A. Knopf                    |
| 2003      | Just a Minute                                                                 | Yuyi Morales (en)                               | Yuyi Morales       | Chronicle Books                    |
| 2003      | The Meaning of Consuelo                                                       | Judith Ortiz Cofer (en)                         |                    | Farrar, Straus & Giroux            |
| 2004      | My Name is Celia / Me llamo Celia                                             | Monica Brown (en)                               | Rafael López (en)  | Luna Rising                        |
| 2004      | Sammy & Juliana in Hollywood                                                  | Benjamin Alire Sáenz                            |                    | Cinco Puntos Press (en)            |
| 2005      | Cinnamon Girl: letters found inside a cereal box                              | Juan Felipe Herrera (en)                        |                    | Joanna Cotler Books, HarperCollins |
| 2006      | Josias, Hold the Book                                                         | Jennifer Elvgren (en)                           | Nicole Tadgell     | Boyds Mills Press                  |
| 2006      | The Poet Slave of Cuba                                                        | Margarita Engle                                 | Sean Qualls        | Henry Holt and Company             |
| 2007-2008 | Red Glass                                                                     | Laura Resau                                     |                    | Delacorte Press                    |
| 2007-2008 | ¡Yum! ¡MmMm! ¡Que Rico!: America’s Sproutings                                 | Pat Mora (en)                                   | Rafael López       | Lee & Low Books (en)               |
| 2009      | Just in Case: A Trickster Tale and Spanish Alphabet Book                      | Yuyi Morales                                    | Yuyi Morales       | Roaring Brook Press (en)           |
| 2009      | The Surrender Tree: Poems of Cuba's Struggle for Freedom (en)                 | Margarita Engle                                 |                    | Henry Holt and Company             |
| 2010      | Return to Sender                                                              | Julia Alvarez                                   |                    | Alfred A. Knopf                    |
| 2010      | What Can You Do With a Paleta? / ¿Qué puedes hacer con una paleta?            | Carmen Tafolla (en)                             | Magaly Morales     | Tricycle Press                     |
| 2011      | Clemente!                                                                     | Willie Perdomo (en)                             | Bryan Collier (en) | Henry Holt and Company             |
| 2011      | The Dreamer                                                                   | Pam Muñoz Ryan (en)                             | Peter Sís          | Henry Holt and Company             |
| 2012      | Hurricane Dancers                                                             | Margarita Engle                                 |                    | Henry Holt and Company             |
| 2012      | Pablo Neruda: Poet of the People                                              | Monica Brown                                    | Julie Paschkis     | Henry Holt and Company             |
| 2013      | The Revolution of Evelyn Serrano                                              | Sonia Manzano (en)                              |                    | Scholastic Press                   |
| 2014      | Parrots Over Puerto Rico                                                      | Cindy Trumbore                                  | Susan Roth         | Lee & Low Books                    |
| 2015      | Separate is Never Equal: Sylvia Mendez & Her Family’s Fight for Desegregation | Duncan Tonatiuh (en)                            | Duncan Tonatiuh    | Abrams Books                       |
| 2015      | Silver People: Voices from the Panama Canal                                   | Margarita Engle                                 |                    | Houghton Mifflin Harcourt          |
| 2016      | Echo                                                                          | Pam Muñoz Ryan                                  |                    | Scholastic Press                   |
| 2016      | Out of Darkness (en)                                                          | Ashley Hope-Pérez                               |                    | Carolrhoda Lab                     |
| 2017      | The Only Road                                                                 | Alexandra Diaz                                  |                    | Simon & Schuster                   |
| 2017      | Ada’s Violin                                                                  | Susan Hood                                      | Sally Wern Comport | Simon & Schuster                   |
| 2018      | American Street                                                               | Ibi Zoboi (en)                                  |                    | HarperCollins                      |
| 2018      | Danza!: Amalia Hernández and el Ballet Folklórico de México                   | Duncan Tonatiuh                                 | Duncan Tonatiuh    | Abrams Books                       |
| 2019      | Islandborn (en)                                                               | Junot Díaz                                      | Leo Espinosa       | Dial Press                         |
| 2019      | Undocumented: A Worker’s Fight                                                | Duncan Tonatiuh                                 | Duncan Tonatiuh    | Abrams Books                       |
| 2020      | Beast Rider                                                                   | Tony Johnston et Maria Elena Fontanot De Rhoads |                    | Amulet Books                       |
| 2020      | Between Us and Abuela                                                         | Mitali Perkins                                  | Sara Palacios      | Farrar, Straus and Giroux          |